# LV-5182
La LV-5182 és una carretera antigament anomenada veïnal, actualment gestionada per la Diputació de Lleida. La L correspon a la demarcació provincial de Lleida, i la V a la seva antiga consideració de veïnal.
És una carretera del Pallars Jussà, de la xarxa local de Catalunya, de 60 metres de llargària, que té l'origen a la vora de la Noguera Pallaresa, a l'extrem del pont que travessa aquest riu, en terme de la Pobla de Segur, i el destí final al cap de 60 metres, a l'altre extrem d'aquest pont, al Pont de Claverol, d'on surten les pistes rurals que menen als pobles del municipi de Conca de Dalt.
Trepitja dos termes municipals, el de la Pobla de Segur i el de Conca de Dalt, tot i que molt poc tros de tots dos.